# Chansons pour une fan
Albums de Michel Berger
Michel Berger
(1973) Que l'amour est bizarre
(1975)
Singles
1. Écoute la musique
Sortie : août 1973
2. A moitié, à demi, pas du tout
Sortie : mars 1974

Chansons pour une fan est le second album studio de Michel Berger sorti en 1974.
Dans ce second album se trouve le premier succès de Michel Berger en tant qu'auteur-compositeur-interprète : Écoute la musique (bien avant l'énorme tube La Groupie du Pianiste en 1980).
D'autres titres se démarquent, comme À moitié, à demi, pas du tout, Chanson pour une fan et Mon fils rira du rock'n'roll (où on entend la voix de France Gall).

## Titres
Toutes les chansons sont écrites et composées par Michel Berger.
| 1.    | À moitié, à demi, pas du tout                                       | 2:11 |
| 2.    | Quand elle était timide                                             | 3:07 |
| 3.    | Chanson pour une fan                                                | 3:03 |
| 4.    | La Chanson d'adieu                                                  | 2:26 |
| 5.    | Mon fils rira du rock'n'roll (avec la participation de France Gall) | 6:19 |
| 6.    | Quand on danse (À quoi tu penses)                                   | 3:21 |
| 7.    | Le Bonheur à tout prix                                              | 2:09 |
| 8.    | Tarzan                                                              | 1:57 |
| 9.    | Peut être toi, peut être moi                                        | 2:59 |
| 10.   | La Petite Prière                                                    | 3:22 |
| 11.   | Écoute la musique (Quelle consolation fantastique)                  | 2:59 |
| 34:09 |                                                                     |      |